# Дубново (Ивановская область)
Дубново — деревня в составе Илья-Высоковского сельского поселения Пучежского района Ивановской области. В деревне располагается Дубновский филиал администрации Илья-Высоковского сельского поселения. Архивировано из оригинала 24 декабря 2013 года.

## Физико-географические характеристики
Деревня расположена в 2 км от районного центра города Пучеж, в 160 км - от областного центра города Иваново. Расстояние до автомагистрали г. Пучеж – г. Иваново 3 км.

### Гидрология
Деревня расположена в 1 км от берега реки Волга - Горьковского водохранилища ("Горьковского моря") и в 0,1 км от реки Щучка, являющейся притоком реки Волга. В центре деревни есть пруд.

### Экология
Деревня относится к экологически чистым районам с благоприятными рекреационными возможностями. Отсутствует радиационный фон. Подходит для отдыха, рыбалки, спокойной жизни.

## История
- До революции деревня относилась к Кандауровской волости Юрьевецкого уезда Костромской губернии, с 1918 года — Иваново-Вознесенской губернии. С 1929 года входит в состав Пучежского района Ивановской области, с 1954 года — центр Дубновского сельсовета, с 2005 года — в составе Илья-Высоковского сельского поселения.
- Дубновская земская школа основана в 1909 г.[2]
- В деревне размещалась металлоартель. Металлообрабатывающая мастерская производила металлические веретена, рогульки для прядильных машин, основания для гребней, а также инструменты и приспособления: сверла, плашки и другой разнообразный инструмент.
- Деревня являлась центром одного из крупнейших в районе сельскохозяйственных предприятий (колхоз им. Ленина). Было развито животноводство (разведение крупного рогатого скота, овец, свиней), птицеводство (размещалась крупная птичная фабрика); было развито земледелие (выращивали картофель, капусту, морковь, свеклу); льноводство (выращивание льна); выращивали зерновые культуры и т. д.
- До 2009 г. в деревне действовала начальная школа, до 2015 г. - детский сад.

## Население
| 1872 | 1897 | 1907 | 2002 | 2010 |
| ---- | ---- | ---- | ---- | ---- |
| 67   | ↗77  | →77  | ↗322 | ↘299 |

## Инфраструктура
Деревня представляет собой комплекс 2-этажных 8-квартирных и 16-квартирных кирпичных и панельных жилых домов (7), а также отдельно стоящих одноэтажных кирпичных и деревянных частных домовладений (40-50).

Улицы деревни: Колхозная, Молодёжная, Полевая, Советская, Школьная, Южная.

## Коммунальная сфера
- Многоквартирные жилые дома оборудованы центральной системой отопления, водоснабжения и системой канализации. Большинство частных домовладений оборудованы системой центрального водоснабжения. Вода очень хорошего качества, поступает в дома из подземной скважины. Техническое обслуживание домов производится управляющей организацией ООО "Сельский дом". (недоступная ссылка — история). Поставку воды осуществляет ООО "ВОДОКАНАЛ - ДУБНОВО". Теплоснабжение домов осуществляется от котельной.
- С 2013 года осуществляются работы по газификации деревни. (недоступная ссылка — история).

## Экономика
- СПК им. ЛЕНИНА. (недоступная ссылка — история). Виды деятельности (по классификатору ОКВЭД): мясное и молочное скотоводство; разведение крупного рогатого скота; сельское хозяйство, охота и предоставление услуг в этих областях.
- Сельскохозяйственный перерабатывающий потребительский кооператив "ДУБНОВО". СППК осуществляет следующие виды деятельности (по классификатору ОКВЭД): производство готовых и консервированных продуктов из мяса, мяса птицы, мясных субпродуктов и крови животных (производство пищевых продуктов, включая напитки / производство мяса и мясопродуктов /производство продуктов из мяса и мяса птицы).
- ООО "ЛЕН-ИНВЕСТ"(общество с ограниченной ответственностью "Лен-Инвест")
- Жители деревни занимаются личным подсобным хозяйством, садоводством, огородничеством, пчеловодством, рыболовством.

## Торговля
В магазинах, расположенных в центре деревни, можно приобрести продукты и товары народного потребления.
- ООО "КРОК" - розничная торговля пищевыми продуктами, включая напитки, и табачными изделиями в специализированных магазинах.

## Коммуникационная инфраструктура
- телефонная связь: ОАО "Ростелеком";
- сотовая связь: «Билайн»; МТС; «СМАРТС»; (недоступная ссылка) «Мегафон»;

## Транспорт
Дубново включено в сеть социально-значимых маршрутов общественного транспорта Пучежского муниципального района. С остановки, расположенной в центре деревни, осуществляется регулярное сообщение с центром района - городом Пучеж. Перевозки производятся МУП «Трансремсервис». C автостанции г. Пучеж можно доехать до других населенных пунктов пригородного или междугороднего сообщения (Москва, Иваново, Кинешма, Нижний Новгород).

## Медицина
Оказание амбулаторно-поликлинической помощи осуществляется специалистами Дубновского фельдшерского пункта Муниципального учреждения здравоохранения "Пучежская центральная районная больница". Архивировано из оригинала 24 декабря 2013 года.

## Средства массовой информации

### Радио
Радиостанции, вещающие в Илья-Высокове
Радио России; Дорожное радио; Русское радио; Радио Шансон; Авторадио; Европа плюс 

### Телевидение
- Телеканалы, вещающие в Пучеже в свободном доступе:

Первый канал; Россия 1; Культура; Россия 2; ТВ-Центр; НТВ; ТНТ; Пятый канал (Россия)
- Спутниковое телевидение:

"Триколор ТВ";"КОНТИНЕНТ ТВ""Телекарта".

## Культура
- Дубновский сельский Дом Культуры (СДК) Муниципального бюджетного учреждения культуры «Межпоселенческая централизованная клубная система Пучежского муниципального района».
- Дубновская сельская библиотека Муниципального бюджетного учреждения культуры "Межпоселенческая централизованная библиотечная система Пучежского муниципального района".

## Достопримечательности
- Здание металлообрабатывающей мастерской, ранее принадлежавшей Горохову Павлу Дмитриевичу, избранному впоследствии депутатом Первой Государственной Думы Российской империи от Юрьевецкого уезда.
- Бревенчатый дом, в котором жил Горохов Павел Дмитриевич, избранный депутатом Первой Государственной Думы Российской империи от Юрьевецкого уезда. В доме длительное время размещалось правление колхоза.
- С высокого обрывистого берега (как на курортах) открывается прекрасный вид на Горьковское водохранилище, ширина которого в данном месте составляет 7-9 км, на очертания соседних берегов (Нижегородской области).
- Небольшой речной песчаный пляж. Удобное место для купания детей и взрослых.
- Зимняя рыбалка (подледный лов рыбы). [9]

## Известные люди
В деревне родился, жил, работал депутат Первой Государственной Думы Российской империи от Юрьевецкого уезда Горохов, Павел Дмитриевич.